# 朝鮮文化建設中央協議会
朝鮮文化建設中央協議会（ちょうせんぶんかけんせつちゅうおうきょうぎかい）は太平洋戦争終戦直後の1945年8月16日に連合軍軍政地域であるソウルで結成された芸術連合団体。文建と略称される。

## 創立と構成
太平洋戦争終戦直後の1945年8月16日、林和と金南天が朝鮮文学建設本部を組織し、他分野の団体と共に朝鮮文化建設中央協議会に発展させたのが会の背景である。朝鮮文化建設中央協議会には文学以外に音楽、美術、映画分野の傘下団体が設置された。日本統治時代に朝鮮プロレタリア芸術家同盟(KAPF)少壮派として活動していた林和と金南天は各々会長と書記長を引き受けた、
全般的に左翼系列が主導権を握っており、左翼団体に分類されているが、時期的に過渡期であったため初期には左翼の色合いを大きく出すことはなかった。同伴作家や右翼系列ともあまねく連合し成立した団体であった。多くの核心参加者達が後に越北し北朝鮮文学芸術総同盟の中心となった。

## 解体
極端な親日行跡のない限り、右翼系列の芸術家の参与を許容した上に右翼系列の代表的な人物である画家高羲東と共に市街行進を行うなど朝鮮文化建設中央協議会が改良的な路線を取ったことに対して、左翼強硬派は不満を持ち始めた。そこに朝鮮文化建設中央協議会の主軸を成す朝鮮文学建設本部から宋影、李箕永等KAPFの旧主流系列が脱退し、彼らは9月17日に朝鮮プロレタリア文学同盟を組織した。
朝鮮プロレタリア文学同盟は朝鮮文化建設中央協議会と同じくすぐに朝鮮音楽同盟、朝鮮美術同盟、朝鮮プロレタリア演劇同盟、朝鮮映画同盟等他分野の団体を吸収し、9月30日に朝鮮プロレタリア芸術同盟を結成して朝鮮文化建設中央協議会と対立する汎芸術団体を出帆させた。この頃から右翼系列または左翼的路線に反発して脱退し全朝鮮文筆家協会など右派中心の団体が続々と結成され朝鮮文化建設中央協議会は危機を迎えた。
同じ左派団体が両立することに対する汎左翼系列の憂慮を反映し、朝鮮共産党は朝鮮文化建設中央協議会と朝鮮プロレタリア芸術同盟に統合の支持を下す。結果、延安から帰国した国文学者金台俊の主導のもとに12月13日、統合がなされた。両団体は統合後朝鮮文学同盟を出帆させた。